# Вулиця Патріотів України (Нікополь)
Вулиця Патріотів України — центральна вулиця у Нікополі. Пролягає від Довгалівської вулиці до межі міста. 

## Перехрестя
- вулиця Цегельна
- вулиця Братів Шиянів
- вулиця Преображенська
- вулиця Кар'єрна
- вулиця Незалежності України
- вулиця Семена Палія
- вулиця Святопокровська
- вулиця Іллі Рєпіна
- вулиця Мечникова
- вулиця Єдності
- вулиця Джерельна
- вулиця Старобільська
- вулиця Героїв Чорнобиля
- вулиця Лісова

## Історія
У радянські часи отримала назву на честь німецького діяча робітничого руху, одного із засновників Комуністичної партії Німеччини Карла Лібкнехта. 2016 року Нікопольська міська рада перейменувала вулицю Карла Лібкнехта на вулицю Патріотів України.